# Клундара
Клундара (англ. Cloondara; ирл. Cluain Da Rath, «выпас у двух фортов») — деревня в Ирландии, находится в графстве Лонгфорд (провинция Ленстер).